# Primärer Masochismus
In der psychoanalytischen Theoriebildung gibt es drei Formen des Masochismus. Unter dem primären Masochismus versteht Sigmund Freud laut dem Vokabular der Psychoanalyse „einen Zustand, in dem der Todestrieb noch gegen das Subjekt selbst gerichtet, aber durch die Libido gebunden und mit ihr vereinigt ist. Dieser Masochismus wird »primär« genannt, weil er nicht auf einen Zeitabschnitt folgt, in dem die Aggressivität gegen ein äußeres Objekt gerichtet war, und soweit er einem sekundären Masochismus gegenübersteht, der als Zurückwendung des Sadismus gegen die eigene Person definiert wird und sich dem primären Masochismus zugesellt. Der Gedanke eines Masochismus, der nicht auf eine Rückwendung des Sadismus gegen die eigene Person reduzierbar ist, wurde von Freud erst eingeführt, nachdem die Hypothese des Todestriebs aufgestellt war.“

## Primärer und erogener Masochismus
Sigmund Freud verwendete die beiden Begriffe primärer bzw. erogener Masochismus synonym. Der Begriff erogener Masochismus bezieht sich auf die an den erogenen Zonen stattfindende erotische Erregung im Schmerz.